# زبان اشاره مغولستانی
زبان اشاره مغولستانی زبان اشاره‌ای است که توسط ناشنوایان و کم شنوایان در مغولستان استفاده می‌شود.